# Samra Zafarová
Samra Zafarová (nepřechýleně Zafar, * 19. dubna 1982) je obhájkyně lidských práv, řečnice a spisovatelka, jejíž příběh dospívající nevěsty a ženy, která přežila domácí násilí, se stal bestsellerem s názvem A Good Wife: Escaping the Life I Never Chose. Založila neziskovou organizaci, která pomáhá obětem zneužívání.

## Biografie

### Raný život a manželství
Samra Zafarová se narodila v Pákistánu a vyrůstala v Abú Zabí ve Spojených arabských emirátech. Zatímco ji otec podporoval ve snaze získat vzdělání, k její matce se choval hrubě. V šestnácti letech byla Samra zasnoubena s bratrem rodinného přítele, který žil v Kanadě a byl o jedenáct let starší. Samra byla nešťastná, dokud ji budoucí manžel a jeho rodina neujistili, že bude moci pokračovat ve svém vzdělávání a studovat na univerzitě v Kanadě. Svatba se uskutečnila, když bylo Zafarové sedmnáct let.
Po příjezdu do Kanady si uvědomila, že jejich sliby o pokračování vzdělávání byly lživé. Krátce po příjezdu Samra zjistila, že čeká svou první dceru a o pět let později porodila druhou. Dlouhá léta nesměla vycházet sama z domu, mít vlastní přátele, žádnou nezávislost. Podle manžela a jeho rodičů bylo jejím osudem být matkou a manželkou.
V manželství setrvala 12 let, snášela fyzické i citové týrání, přičemž žila s manželem a s přestávkami i s jeho rodiči.
| „                          | ... každý den jsem byla ponižována, napadána a urážena. Začala jsem věřit, že... je to všechno moje vina a že nejsem dost dobrá. | “ |
| — Samra Zafar, Global News | |   |

### Vzdělání
Vyděláváním peněz v domácí školce, (které jí bylo povoleno jen proto, že rodina měla finanční potíže) se Zafarové podařilo našetřit dostatek peněz na to, aby po osmi letech manželství mohla nastoupit na Torontskou univerzitu v Mississauze. S podporou profesorů, studentů, sociální pracovnice a poradců opustila manžela a žila v kampusu, kde živila sebe a dcery prací na univerzitě a prodejem máslových kuřat studentům. Manžela opustila, když jí bylo 26 let.
Získala 17 akademických ocenění a stipendií, včetně ceny John H. Moss Scholar, která se uděluje nejvýznamnějšímu studentovi končícímu studium ve všech třech kampusech Torontské univerzity. Dále získala magisterský titul v oboru ekonomie Od roku 2016 zastává volenou funkci Alumni Governor Torontské univerzity.
Žije v Mississauze se svými dvěma dcerami a pracuje v bankovnictví.

## Aktivismus

### Kniha a přednášky
Zafarová byla požádána, aby se podělila o svůj příběh s novinářem, který psal pro pákistánské internetové noviny Express Tribune. V roce 2013 souhlasila a byla překvapena množstvím lidí, kteří ji po zveřejnění článku oslovili. Začala být žádána, aby promluvila na různých akcích, a v roce 2017 napsala osobní esej pro časopis Toronto Life, která se stala nejlepším dlouhým článkem roku. Článek přitáhl pozornost vydavatelů, což vedlo nakladatelství HarperCollins k vydání jejích pamětí s názvem A Good Wife: Escaping the Life I Never Chose (Dobrá manželka: Útěk před životem, který jsem si nikdy nevybrala). Knihu napsala společně s Meg Mastersovou, redaktorkou z Toronta, a na obálce knihy je fotografie Zafarové z jejího svatebního dne.
Canadian Broadcasting Corporation knihu jmenovala jednou z nejlepších knih roku 2019 a Angela Hauptová ji v The Washington Post zařadila mezi deset nejlepších knih, které si přečíst v roce 2019. V roce 2020 ji CBC zařadila mezi 21 knih, jejichž autorkami jsou kanadské ženy a které si nyní stojí za to přečíst. Kniha se objevila na žebříčcích bestsellerů deníků The Globe and Mail a CBC, a byla nabídnuta k adaptaci na televizní seriál společnosti Pier 21 films.
Zafarová vystoupila na třech přednáškách TED, z nichž jedna byla „vyhlášena jako jedna z deseti nejlepších přednášek o genderově podmíněném násilí.“
Byla požádána, aby promluvila na akcích, jako byl šestý ročník valentýnské snídaně Kanadské federace univerzitních žen Etobicoke „Stop the Violence“ (Stop násilí) nebo na Inspirativním fóru pro vedoucí pracovníky Univerzity v Regině.
V roce 2019 se Zafarová stala velvyslankyní humanitární organizace Plan International Canada.

### Brave Beginnings
Zafarová založila neziskovou organizaci Brave Beginnings (Statečné začátky), která pomáhá obětem zneužívání znovu vybudovat jejich životy.

## Ocenění a uznání
V roce 2019 byla Zafarová oceněna jako jedna ze sta nejvlivnějších žen Kanady organizací Women's Executive Network a stala se vítězkou Canada's Top 25 Immigrants.
V květnu 2021 byla jmenována vítězkou ceny Desmonda Parkera „Outstanding Young Alumni Award“ na Torontské univerzitě, která se uděluje bývalým studentům, kteří prokazují vynikající výsledky v oblasti komunitních služeb a profesních úspěchů.